# Yayoiacmea
Yayoiacmea is een geslacht van weekdieren uit de klasse van de Gastropoda (slakken).

## Soort
- Yayoiacmea oyamai (Habe, 1955)